# 多脉木奶果
多脉木奶果（学名：Baccaurea motleyana）为大戟科木奶果属下的一个种。